# 기난정
기난정(일본어: 岐南町)은 일본 기후현 남부 하시마군의 정이다.
국도 21호선과 국도 22호선이 교차하는 기난 IC는 현내에서 교통량이 가장 많고 인접하는 아이치현으로의 중요한 관문이다. 최근에는 국도변을 중심으로 민간의 경제 활동이 활발하다. 눈에 띄는 산업은 없지만 기후시 주변의 인구 비중 남하와 함께 한층 더 발전이 전망되고 있다.

## 지리
노비평야 북부에 위치하며 지형의 기복은 거의 없고 평탄하다. 현내의 시정촌 중에서는 기타가타정에 이어 2번째로 면적이 작다. 현내에서도 남부에 위치하기 때문에 겨울 강설량도 적고 온난한 기후이다.

## 역사
- 1897년 4월 1일 - 주변 정촌들이 합병해 가미하구리촌, 야쓰루기촌이 성립하였다.
- 1956년 9월 26일 - 야쓰루기촌·가미하구리촌 등 2개 촌이 합병하여 기난촌이 신설되었다.
- 1956년 10월 1일 - 기난촌이 정으로 승격, 기난정이 되었다.

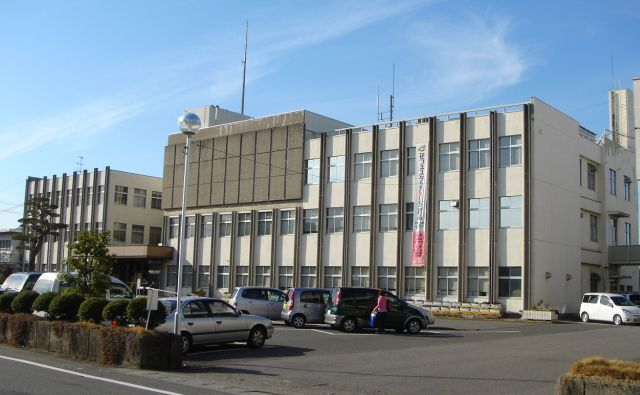
기난정 사무소

## 인구
|                                            | |
| 기난정의 전국의 연령별 인구 분포（2005년） | 기난정의 연령·남녀별 인구 분포（2005년）                                                                                  |
| ■자주색 ― 기난정 ■녹색 ― 일본전국          | ■파랑색 ― 남자 ■빨간색 ― 여자                                                                                             |
| · 기난정（에 해당되는 지역）의 인구추이    | |
| 일본 총무성 통계국 국세조사 결과           | |
|                                            | 이 그래프는 더 이상 지원되지 않는 레거시 그래프 확장 기능을 사용하고 있습니다. 새로운 차트 확장 기능으로 변환해야 합니다. |

## 교통

### 철도
- 나고야 철도 나고야 본선

### 도로
- 국도 21호선
- 국도 22호선
- 국도 156호선